# غلاف شمسي

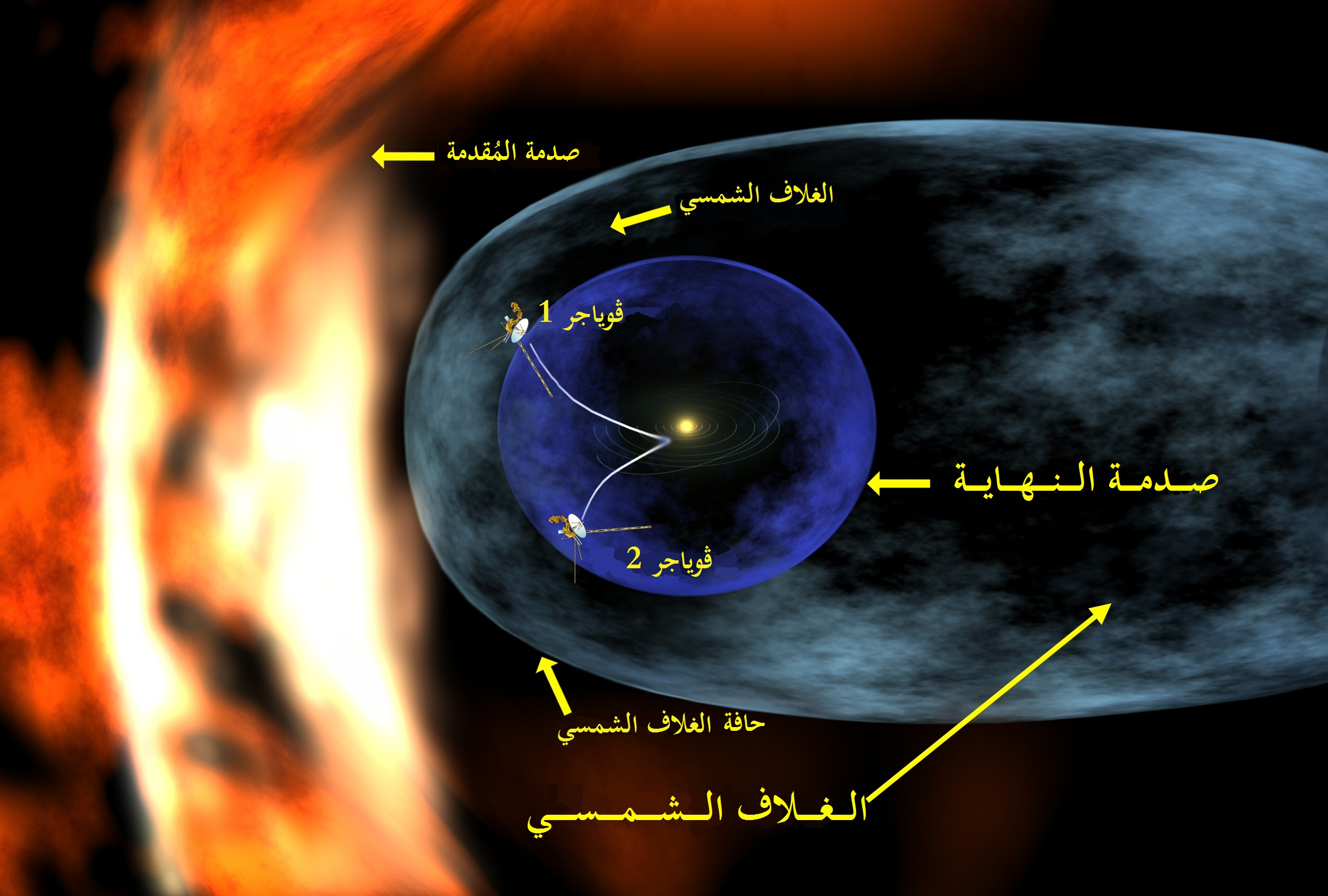
الغلاف الشمسي يواجه الغاز بيننجمي. ويرى مساري المسباراين فوياجر 1 وفوياجر 2 اللذان أطلقتهما ناسا عام 1977.

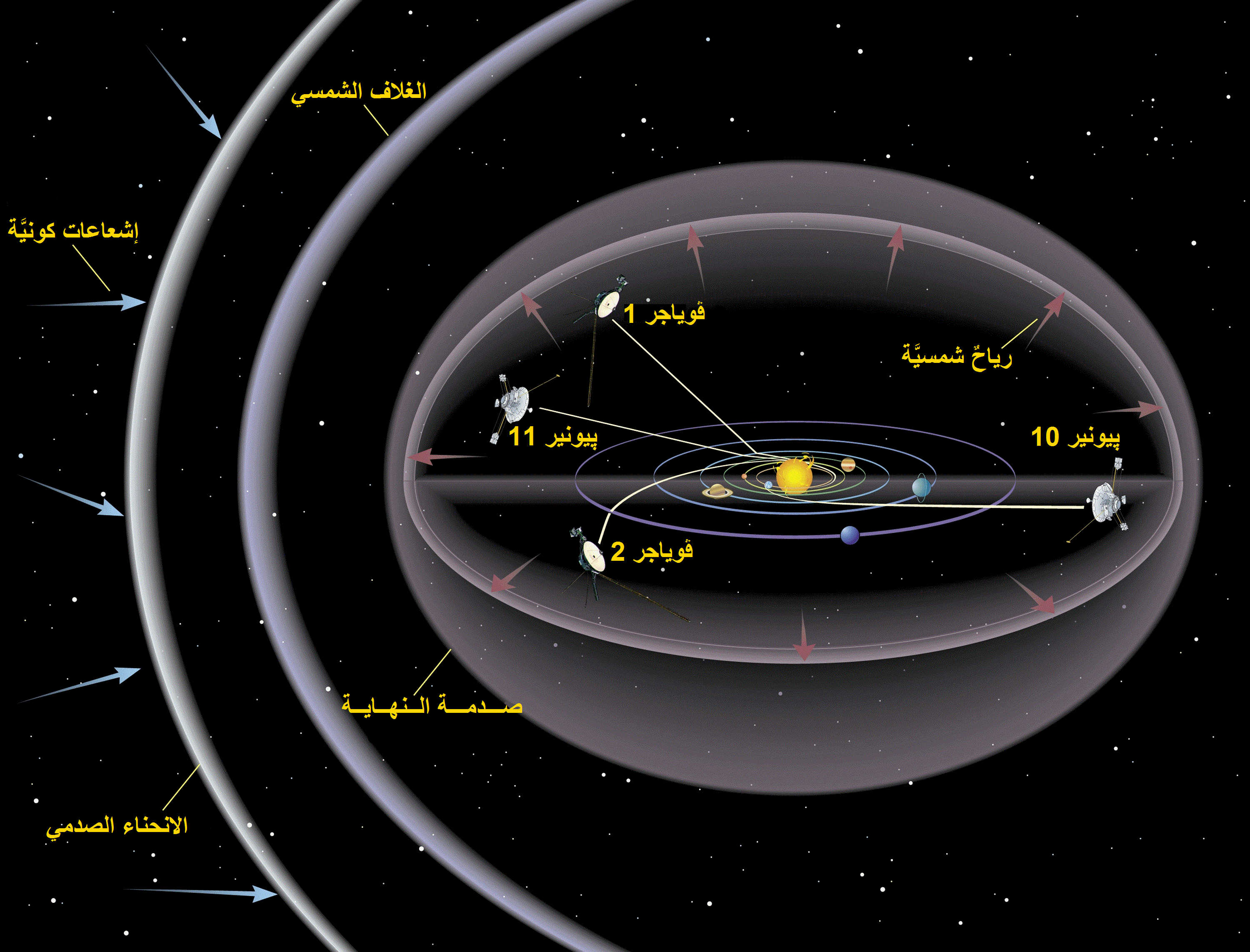
رسم يُبيِّنُ اتجاهات المسبارات الفضائيَّة التي أطلقها البشر من الأرض إلى الفضاء الخارجي.

الغلاف الشمسي (بالإنجليزية: Heliosphere)‏ هو اشبه بفقاعة بالفضاء منتفخة من الرياح الشمسية بداخل الوسط النجمي (تتخلل المجرة غازيَ الهيدروجين والهيليوم). وعلى الرغم من أن الذرات المحايدة كهربائيا والقادمة من الوسط النجمي قادرة على اختراق تلك الفقاعة، إلا ان جميع مكونات فقاعة الغلاف الشمسي تكون منبثقة من الشمس نفسها.
تسير الرياح الشمسية خلال أول عشرة مليارات من الكيلومترات من القطر بسرعة تتعدى ملايين الكيلومترات بالساعة. ثم تبدأ بتخفيض سرعتها إلى مادون سرعة الصوت بعد أن تبدأ بالاصطدام بالمحيط النجمي فيتوقف كليهما. تسمى النقطة التي تخفض بها الرياح الشمسية سرعتها إلى مادون سرعة الصوت ب صدمة النهاية termination shock، أما النطاق الذي يتساوى بها ضغط كلا من المحيط النجمي والرياح الشمسية يسمى بحافة الغلاف الشمسي heliopause، أما النقطة التي يقطع بها المحيط النجمي بإتجاه معاكس للرياح الشمسية وبسرعة دون الصوت حيث يصطدم بالمجال الشمسي فتسمى ب صدمة المقدمة bow shock.

## الرياح الشمسية
تتكون الرياح الشمسية من جزيئات وذرات متأينة من الهالة الشمسية ومجالها وبالضبط من المجال المغناطيسي. وكما هو معروف بأن الشمس تدور مرة كل 27 يوم، فالمجال المغناطيسي المتنقل بواسطة الرياح الشمسية يتحول إلى شكل دوامة. فالأشكال المختلفة من المجالات المغناطيسية للشمس الخارجة مع الرياح الشمسية بإمكانها إنتاج عواصف مغناطيسية في غلاف المجال المغناطيسي للأرض.
في مارس من عام 2005 ذكر بأن القراءات لجهاز تباين خواص الرياح الشمسية والمثبتة بالمرصد الشمسي (SOHO) والمخصصة لملاحظة الرياح والغلاف الشمسي، اظهرت بأن الغلاف والرياح الشمسية تملأ الفراغ وتمنع أيضا النظام الشمسي ليكون جزء من المحيط النجمي الداخلي، انها غير متناسقة مع المحور ومشوشة أيضا، ومن المحتمل جدا أنه تحت تأثير المجال المغناطيسي الداخلي للمجرة.

## البنية

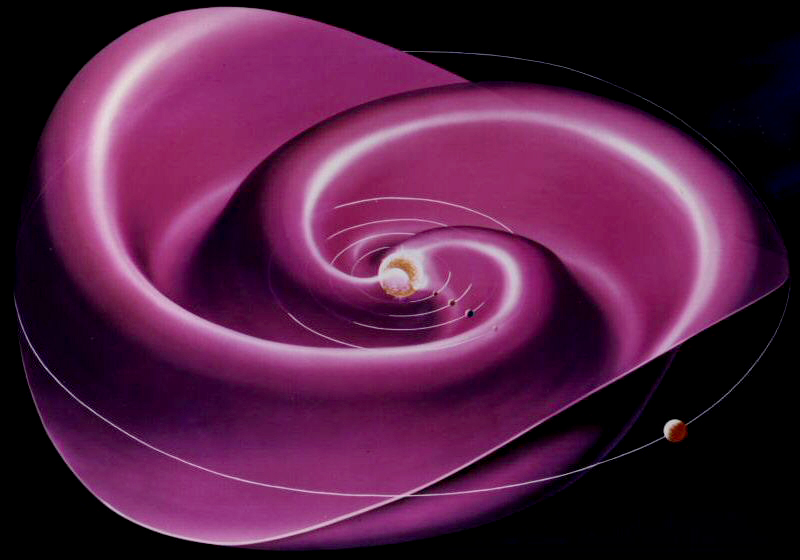
عمق وسادة التيار الشمسي يصل حتى مدار المشتري

### وسادة تيار الغلاف الشمسي
تتموج وسادة تيار الغلاف الشمسي الناشئة داخل الغلاف الشمسي بسبب الحقل المغناطيسي الدوار حول الشمس. وتعتبر تلك الوسادة أضخم بنية داخل النظام الشمسي وهي تمدد من خلاله، ويقال أنها تشبه إلى حد ما تنورة راقصة الباليه.

### البنية الخارجية
يتحدد الشكل الخارجي للغلاف الشمسي عبر التفاعل ما بين الرياح الشمسية والرياح القادمة عبر الفضاء خارج المدار. فالرياح الشمسية تتدفق خارجة من الشمس إلى جميع الإتجاهات وبسرعة عدة مئات كم/ث (أي حوالي مليون ميل بالساعة) بالقرب من محيط الأرض. ومن المسافة من الشمس وحتى ماوراء مدار نبتون عندما تقل تلك السرعة فوق الصوتية عندما تصطدم مع غازات المحيط النجمي، وهذا التفاعل يحدث في عدة مراحل:

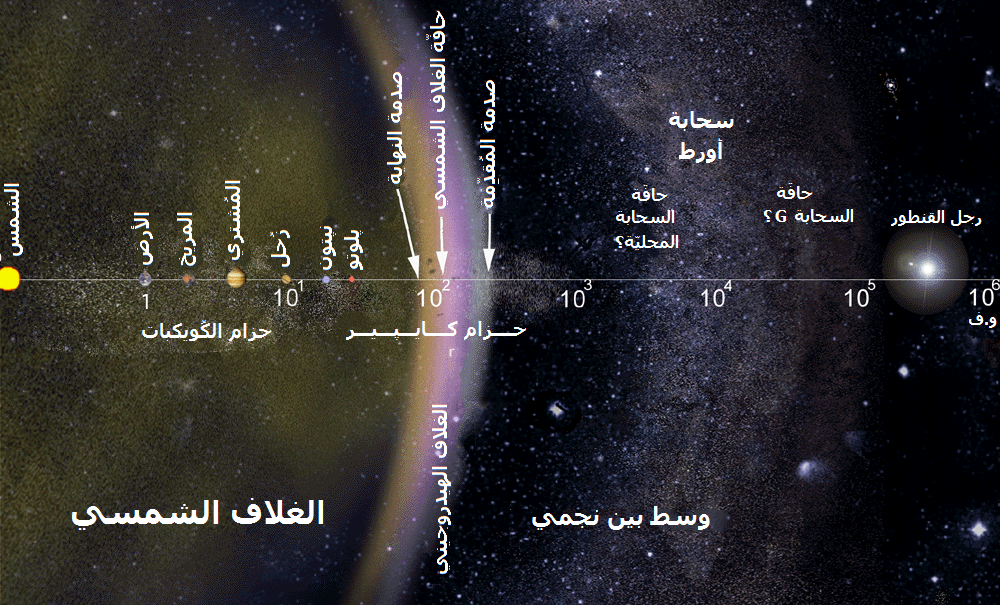
تصويرٌ للمجموعة الشمسيَّة وما جاورها من أجرامٍ فلكيَّةٍ بناءً على مقياسٍ لوغاريثميّ يتراوح بين أقل من وحدة فلكيَّة واحدة إلى مليون وحدة فلكيَّة (و.ف). تتغلَّف الشمس وكواكب المجموعة الشمسيَّة بِفُقاعةٍ من الرياح الشمسيَّة - تُعرف بالغلاف الشمسيّ - يبلغ حجمها حوالي 100 و.ف. تُدعى الحُدود الفعليَّة بين الرياح الشمسيَّة وپلازما ما بين النُجوم بِحافَّة الغلاف الشمسي. ما يلي هذه الفُقاعة من مناطق ما يزال غير معروف - وتُعرف باسم الوسط بين النجمي. يتناثرُ حزام كايپير بين حُدود الغلاف الشمسي، وهو عبارة عن مجموعةٍ من المُذنبات قصيرة الأمد، وهو مصر المُذنبات التي تمر بالقُرب من الأرض. أقرب حافَّة للوسط بين النجمي التي تُحيط بالمجموعة الشمسيَّة يُعتقد بأنها تبعد آلاف الوحدات الفلكيَّة. سحابة أورط هي عبارة عن قوقعة كُرويَّة تضم أعدادًا كبيرةً من الكُويكبات ويتراوح بُعدها بين أقل من 10,000 إلى حوالي 100,000 و.ف. وهي تقبع على حافَّة الغلاف الجاذبي للشمس. رجل القنطور هو أكثر الأجرام المعروفة والمدروسة في أقرب نظامٍ شمسيٍّ للمجموعة الشمسيَّة، وهو يبعد حوالي 300,000 و.ف. المسبار ما بين النجمي من شأنه أن يكون أوَّل مركبة فضائيَّة بشريَّة الصنع تستكشف هذه المنطقة المجهولة، وتُغادر حافَّة الغلاف الشمسي.

- الرياح الشمسية تسير عبر النظام الشمسي بسرعة تفوق سرعة الصوت. وعند الوصول إلى صدمة النهاية حيث موجة الصدمة تنخفض سرعة تلك الرياح الشمسية إلى مادون سرعة الصوت.
- عند الوصول الرياح الشمسية إلى السرعة دون الصوت فإنها تتأثر بتدفق المحيط للوسط النجمي. فالضغط يجعل تلك الرياح تتشكل بمايشبه ذيل المذنب وراء الشمس، وتسمى الغشاء الشمسي heliosheath.
- يسمى السطح الخارجي للغشاء الشمسي باسم حافة الغلاف الشمسي heliopause وهي الحافة حيث يلتقي الغلاف الشمسي بالوسط النجمي.
- تتسبب حافة الغلاف الشمسي بحدوث اضطرابات بالوسط النجمي حيث أن الشمس تدور حول مركز المجرة. تعتبر منطقة صدمة المقدمة bow shock التي هي خارج حافة الغلاف الشمسي منطقة مضطربة بسبب تضاغط الحافة الشمسية مع الوسط النجمي.

## صدمة النهاية

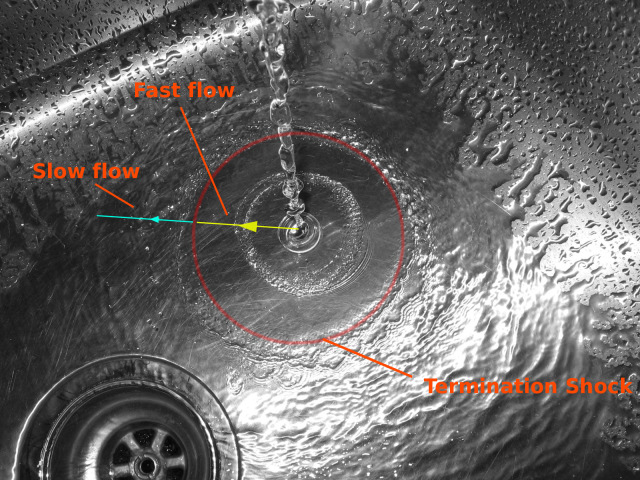
مثال لصدمة النهاية على حوض مغسلة

صدمة النهاية هي النقطة بالغلاف الشمسي حيث تنخفض سرعة الرياح الشمسية إلى سرعة تحت صوتية (مع الأخذ بالاعتبار النجوم المحيطة) خلال التفاعل مع الوسط النجمي. وهذه تسبب الانضغاط والحرارة وأيضا تغيير في المجال المغناطيسي. وفي نظامنا الشمسي تبعد صدمة النهاية عن الشمس بمقدار 75 إلى 90 وحدة فلكية. في عام 2007 مرت فوياجر 2 صدمة النهاية التابعة للشمس، وفي الواقع فإن فوياجر 2 مرت خلال تلك المنطقة خمس مرات بسبب تقلبات حدود الصدمة في المسافة من الشمس وهو ناتج من تقلبات في نشاط اللهب الشمسي، بمعنى التغيير في قذف الغازات والرماد من الشمس.
سبب ظهور الصدمة هو أن سرعة انبعاث جسيمات الرياح الشمسية تكون 400 كم\س، بينما سرعة الصوت في الوسط النجمي حوالي 100 كم \س. (فالسرعة تعتمد على كثافة الوسط، والتي تتقلب بشكل هائل.) فكثافة الوسط النجمي قليلة جدا، ومع ذلك فلديها ضغط ثابت مرتبط بها: فضغط الرياح الشمسية يقل مع مربع المسافة عن الشمس. فكلما ابتعدت تلك الرياح عن مصدرها الشمسي، كلما تمكن ضغط الوسط النجمي من تقليل سرعتها إلى مادون سرعة الصوت، مما يسبب بموجة الصدمة.
يمكن رؤية العديد من صدمات النهاية في النظام الأرضي، وربما أسهلهم هو رؤية جريان الماء من الحنفية على المغسلة مكونا مايسمى وثب مائي (بالإنجليزية: Hydraulic jump)‏. فعند سقوطه على المغسلة، فإن الماء ينتشر بسرعة أعلى من سرعة الموجة الأم، مشكلا سطحا ضحلا من تيار متدفق متباعدا بشكل سريع (مشابها للرياح الشمسية ذات السرعة فوق صوتية وضعيفة الكثافة). تتكون حول محيط السطح مقدمة الصدمة أو حائط من أشكال الماء، أما خارج مقدمة الصدمة فإن سرعة الماء تقل عن سرعة موجة الماء الهابطة (وهي شبيهة للوسط النجمي دون الصوتي).
عند الخروج من النطاق الشمسي، فإن حافة الغلاف الشمسي تأتي بعد صدمة النهاية، حيث يوقف الوسط النجمي حركة بقايا الرياح الشمسية، ثم تأتي صدمة المقدمة حيث تختفي بقايا تلك الجسيمات وسط محيط ما بين النجمي.
في مايو 2005 قال الدكتور إد ستون في اجتماع بالإتحاد الجيوفيزيائيين الأمريكي بأن المسبار فوياجر 1 قد اجتاز صدمة النهاية في ديسمبر 2004 عندما كان على مسافة 94 وحدة فلكية عن الشمس حسب التغير في القراءات المغناطيسية التي أخذت من الطائرة. بينما المسبار فوياجر 2 قد بدأ بالكشف عن وجود جسيمات راجعة على مسافة 76 و.ف عن الشمس بتاريخ مايو 2006. وهذا يوحي بأن الغلاف الشمسي قد يكون غير منتظم الشكل، بمعنى منتفخا إلى الخارج في النصف الشمالي للكرة بينما منضغط إلى الداخل في النصف الجنوبي.
ستكون مهمة المسبار مستكشف حدود بين النجمية (بالإنجليزية: (Interstellar Boundary Explorer (IBEX)‏ هو الحصول على بيانات أكثر عن صدمة النهاية للنظام الشمسي.

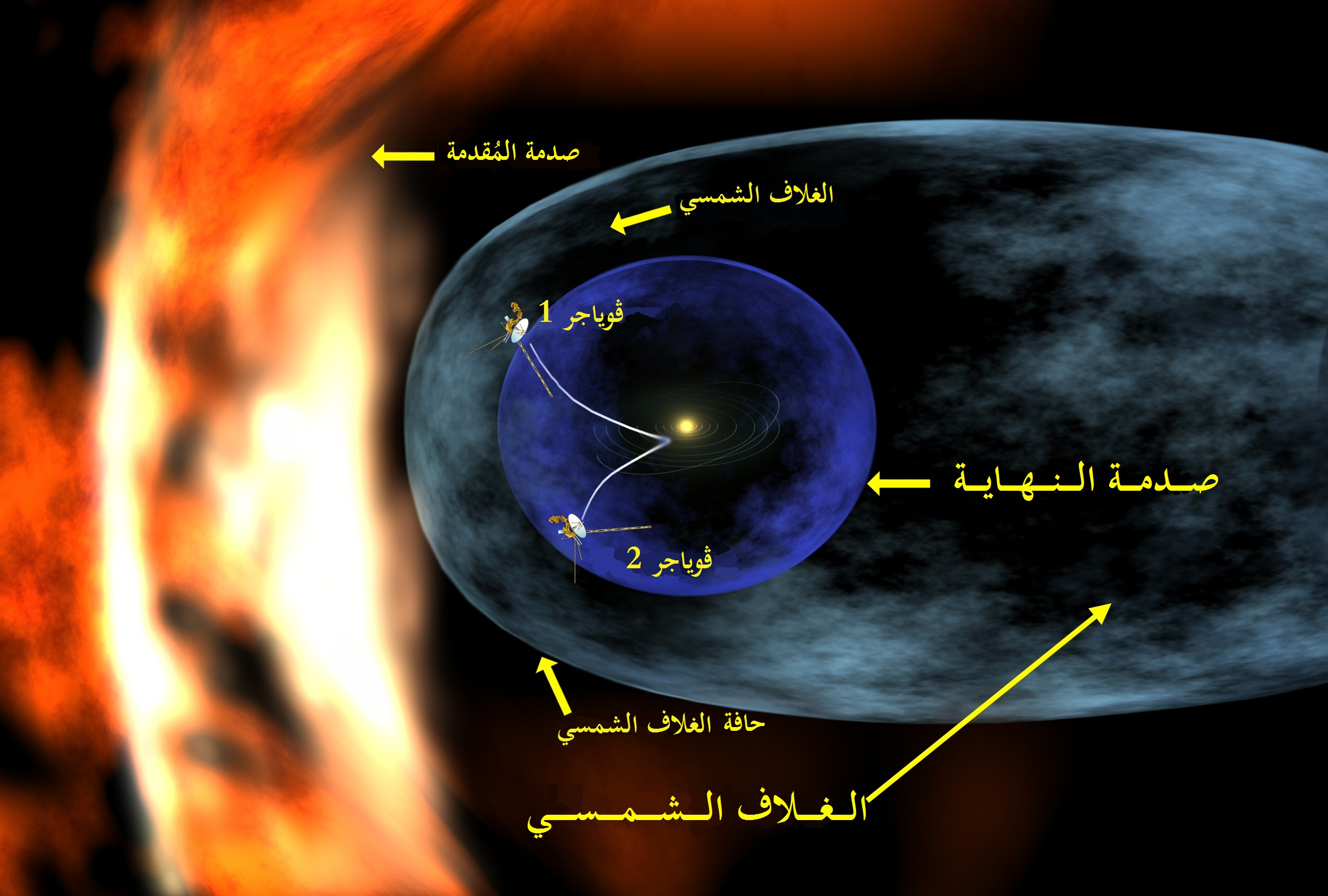
رسم بياني يصور فوياجر 1 وموقعها النسبي في الغشاء الشمسي. ثم بعد ذلك يدخل فوياجر 2 معها إلى الغشاء الشمسي.

## الغشاء الشمسي
الغشاء الشمسي (بالإنجليزية: heliosheath)‏ هو النطاق الذي يكون خلف صدمة النهاية في المجال الشمسي، حيث تنخفض سرعة الرياح الشمسية وتتعرض للضغط وتظهر فيها الأعاصير بسبب تفاعلها مع الفضاء النجمي. وتبتعد أقرب نقطة منها عن الشمس بمسافة 80 إلى 100 و.ف، وشكل ذلك الغشاء أشبه بذؤابة مذنب، وتتلاشى عدة مرات بأبعاد في الإتجاه المعاكس لمسار الشمس في الفضاء. تكون كثافته في الجانب المواجه للريح ما بين 10 إلى 100 و.ف.
تتضمن مهمة كلا من المسبار فوياجر 1 وفوياجر 2 الحالية على دراسة الغشاء الشمسي.

## حافة الغلاف الشمسي

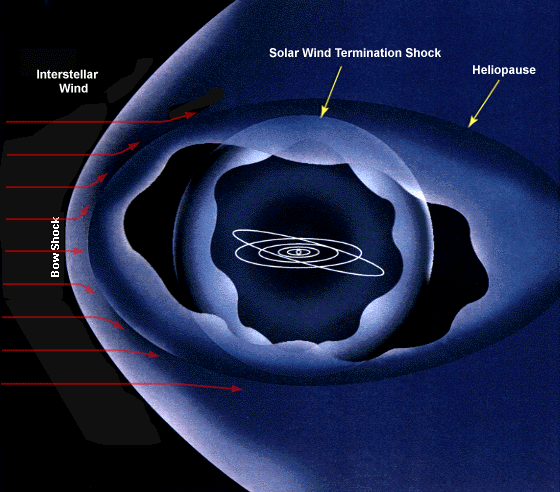
حافة الغلاف الشمسي heliopause هو الحد ما بين الغلاف الشمسي وفضاء النجوم خارج النظام الشمسي. فعندما تصل الرياح الشمسية إلى تلك الحافة فإنها تقل سرعتها بشكل مفاجئ مكونة موجة صدمية تسمى صدمة النهاية للرياح الشمسية.

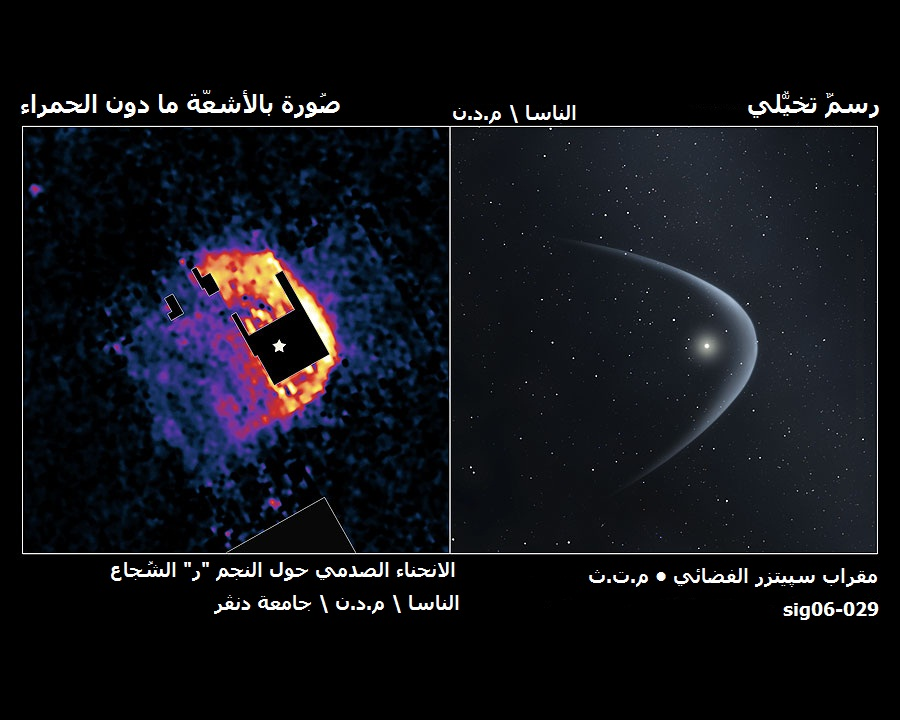
صُورة بالأشعَّة ما دون الحمراء، وأُخرى تخيُّليَّة فنيَّة، للانحناء الصدمي للنجم "ر" الشُجاع. من عمل وكالة ناسا ومقراب سپيتزر الفضائي.

حافة الغلاف الشمسي heliopause هو حد افتراضي يوقف الفضاء النجمي فيه الرياح الشمسية بشكل كامل، فتصبح تلك الرياح من الضعف بحيث لا يمكنها دفع الرياح النجمية القادمة من النجوم المحيطة.

### الفرضيات
حسب إحدى الفرضيات، يوجد نطاق من الهيدروجين الساخن المسمى بحائط الهيدروجين بين صدمة المقدمة وحافة الغلاف الشمسي. ويتألف هذا الحائط من مادة بين نجمية متفاعلة مع حافة الغلاف الشمسي.
هناك فرضية أخرى تقول بأنه قد يكون حافة الغلاف الشمسي صغيرا في جانب من النظام الشمسي المواجه لحركة مدار الشمس خلال الفضاء. وقد تتغير حسب السرعة الحالية للرياح الشمسية مع كثافة الموضع للوسط النجمي. فمن المعروف أنها تمتد بعيدا عن مدار نبتون. تتضمن مهمة كلا من المسبار فوياجر 1 وفوياجر 2 الحالية على ايجاد ودراسة صدمة النهاية والغشاء الشمسي وحافة الغلاف الشمسي. وقد ودخلت فوياجر 1 منطقة صدمة النهاية بتاريخ 23 - 24 مايو - 2005، أما فوياجر 2 فقد دخلتها يوم 30 أغسطس - 2007 حسب ناسا.
كان متوقعا بأن كلا المسبارين سيصلان في نهاية المطاف إلى حافة الغلاف الشمسي. وخلال ذلك الوقت ستكون مهمة مسبار المسمى (بالإنجليزية: Interstellar Boundary Explorer)‏ اختصاره (IBEX) هو محاولة تصوير حافة الغلاف الشمسي من مدار الأرض وذلك خلال سنتين بدأََ من انطلاقه سنة 2008. فالنتائج الأولية (أكتوبر 2009) من هذا المسبار تشير إلى أن الافتراضات السابقة لاتحتوي على معلومات كافية من التعقيدات الحقيقية لحافة المجال الشمسي.
عند انبعاث تلك الجسيمات من الشمس فإنها تندفع إلى الفضاء بين النجمي، حتى تفريغ طاقتها فتقل سرعاتها. هناك العديد من الجسيمات متكدسة داخل وحول حافة الغلاف الشمسي، منتجة طاقة عالية بسبب التسارع السلبي فتكون موجة الصدمة.
التعريف الآخر هو أن حافة الغلاف الشمسي هو عبارة عن حافة الغلاف المغناطيسي بين الغلاف المغناطيسي للنظام الشمسي وتيارات بلازما المجرة.

## صدمة المقدمة
هناك أيضا افتراض بأن الشمس أيضا لديها صدمة المقدمة تظهر خلال رحلتها عبر الفضاء ما بين النجمي، وكما يظهر بالصورة. سميت تلك الصدمة بهذا الاسم لتشابهها مع مايظهر من أثر السفينة عند ارتطام مقدمتها بالماء ولكن الفرق أن الشمس تصطدم ببلازما الفضاء بدلا من الماء. تحدث صدمات المقدمة عندما يسير الوسط بين النجمي بسرعات فوق صوتية باتجاه الشمس، بينما الرياح الشمسية تتجه بعيدا عن الشمس وبسرعات فوق صوتية أيضا. فعندما تصطدم الرياح بين النجمية بالغلاف الشمسي فإن سرعتها تنخفض مشكلة منطقة من الأعاصير. ويعتقد عالمي ناسا روبرت نيمروف وجيري بونيل بأن صدمة المقدمة الشمسية قد تبعد عن الشمس بمقدار 230 و.ف.
تم ملاحظة تلك الظاهرة عن طريق التلسكوب المداري جالكس التابع لناسا. فقد تم رؤية النجم الأحمر العملاق ميرا الموجود في مجموعة قيطس بأن لديه كلا من حطام شبيه ذيل المذنب من طراحة النجوم، وصدمة مقدمة متميزة تسبقه خلال مسيره في الفضاء (حوالي 130 كم بالثانية).

## الكشف بواسطة سفينة الفضاء
لم يتأكد بعد معرفة وشكل حافة الغلاف الشمسي. فسفن الفضاء العابرة للكواكب والنجوم مثل بيونير 10 وبيونير 11 وفوياجر 1 وفوياجر 2
فهي متجهة خارج النظام الشمسي وقريبا ستعبر حافة الغلاف الشمسي سابحة في الفضاء الكوني.
- كما هو معروف بأن فوياجر 1 قد عبرت صدمة النهاية ودخلت في الغشاء الشمسي أواسط ديسمبر 2004، بمسافة 94 و.ف..[13] وإن كانت هناك تقارير سابقة تقول بأن الدخول قد تم قبل ذلك في أغسطس 2002 (على مسافة 85 و.ف) لكن الاعتقاد الحالي بأن ذلك قد كان سابق لأوانه.[14]
- غير أن فوياجر 2 قد عبرت صدمة النهاية في 30 أغسطس 2007 على مسافة 84 و.ف.[15]، مظهرة أدلة على الإعوجاج في الغلاف الشمسي، ويعتقد بأن المسبب هو مجال المغناطيسي لبين النجمي.[16]

منذ أن انقطع اتصال المسبارين بيونير 10 و11 بالأرض، فإنه لن يعرف أبدا ماإذا كانا قد عبرا الغشاء الشمسي أم لا.

### نتائج مسبار (IBEX)
المعلومات الأولية القادمة من مسبار مكتشف الحدود بين النجمية (IBEX) الذي انطلق في أكتوبر 2008، وتم الكشف عنها بشكل مفاجئ لاحقا «شريط ضيق جدا ويلمع في السماء أكثر من أي شيء آخر بمرتين أو ثلاث». فالتأويلات الأولية تقول بأن «قوة تأثير بيئة ما بين النجوم على هيكلة الغلاف الشمسي هو أكثر بكثير من أي اعتقاد». لا أحد يعلم ماالذي ينشأ شريط الذرات المحايدة الفعال (بالإنجليزية: (energetic neutral atoms (ENA)‏، لكن اتفق الجميع بأن الصورة المترسخة بالأذهان عن الغلاف الشمسي - حيث أن تجويف النظام الشمسي المغلف يكون ممتلئ بالرياح الشمسية ذات الجسيمات المشحونة الحارثة خلال رياح المجرة في الوسط بين النجمي على شكل مذنب- غير صحيحة.
ومما قاله ديف ماكوماس رئيس مفتشي IBEX: "نتائج هذا المسبار حقا عظيمة! والذي نراه بتلك الخرائط لا تتطابق مع أي من نماذج النظريات السابقة عن هذه المنطقة. وسيستمتع العلماء لرؤية خريطة الذرة المحايدة الفعالة، وسيكون هناك مراجعة لطريقة فهمنا الغلاف الشمسي وكيف يتفاعل مع المجرة.

### نتائجكاسيني-هايجنز
أما المعلومات المعطاة من كاميرا المسبار كاسيني المتأينة والمحايدة (MIMI / INCA) توضح بأن الغلاف الشمسي له مظهر الفقاعة بدلا من مظهر شبيه المذنب. وتلمح خرائط الذرة المحايدة الفعالة (ENA) للكاميرا INCA بأن التفاعل خاضع لسيطرة أكبر من ضغط الجسيمات وكثافة طاقة المجال المغناطيسي بدلا من أن يسود بها الاصطدامات بين الرياح الشمسية والوسط بين النجمي.

## معرض صور

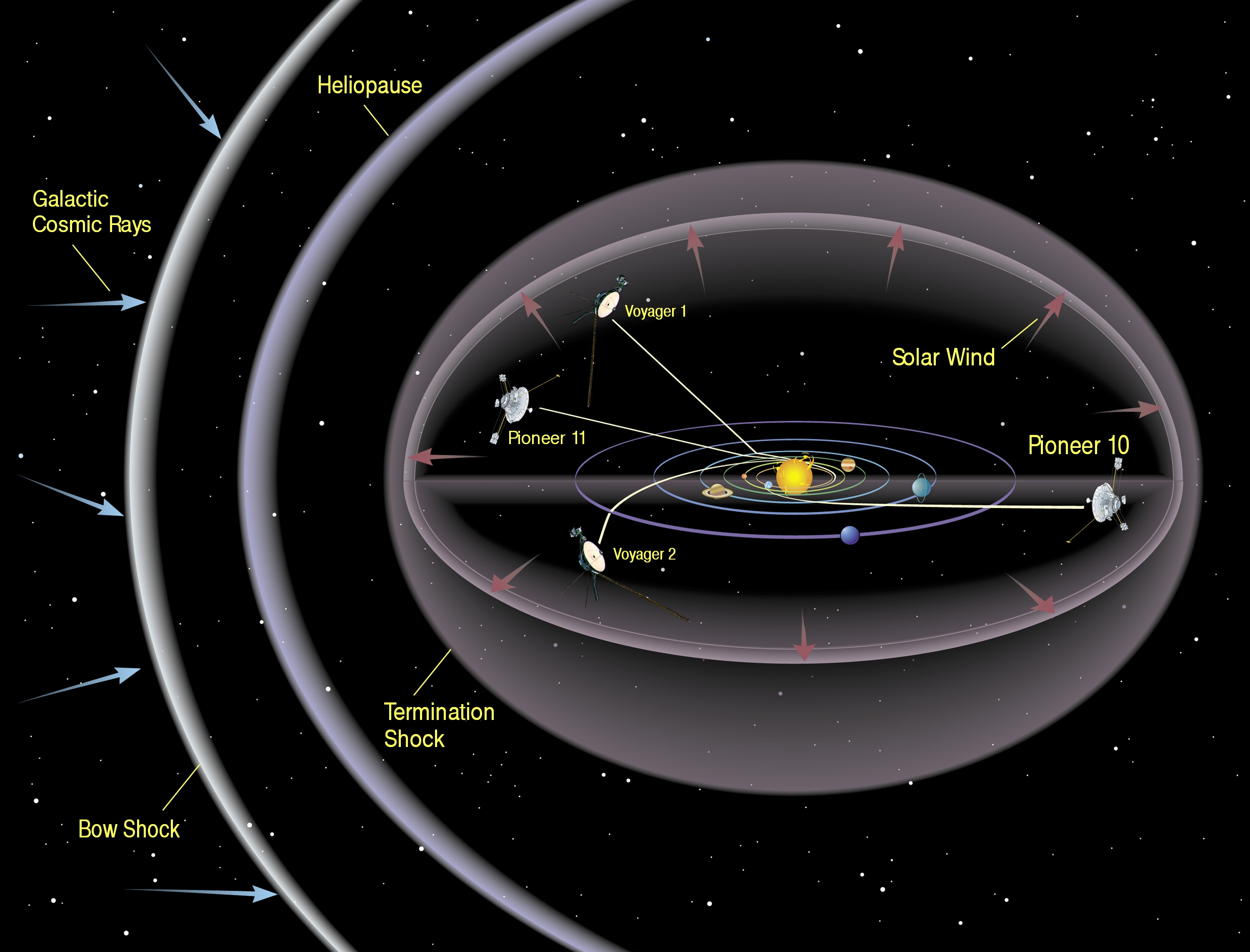
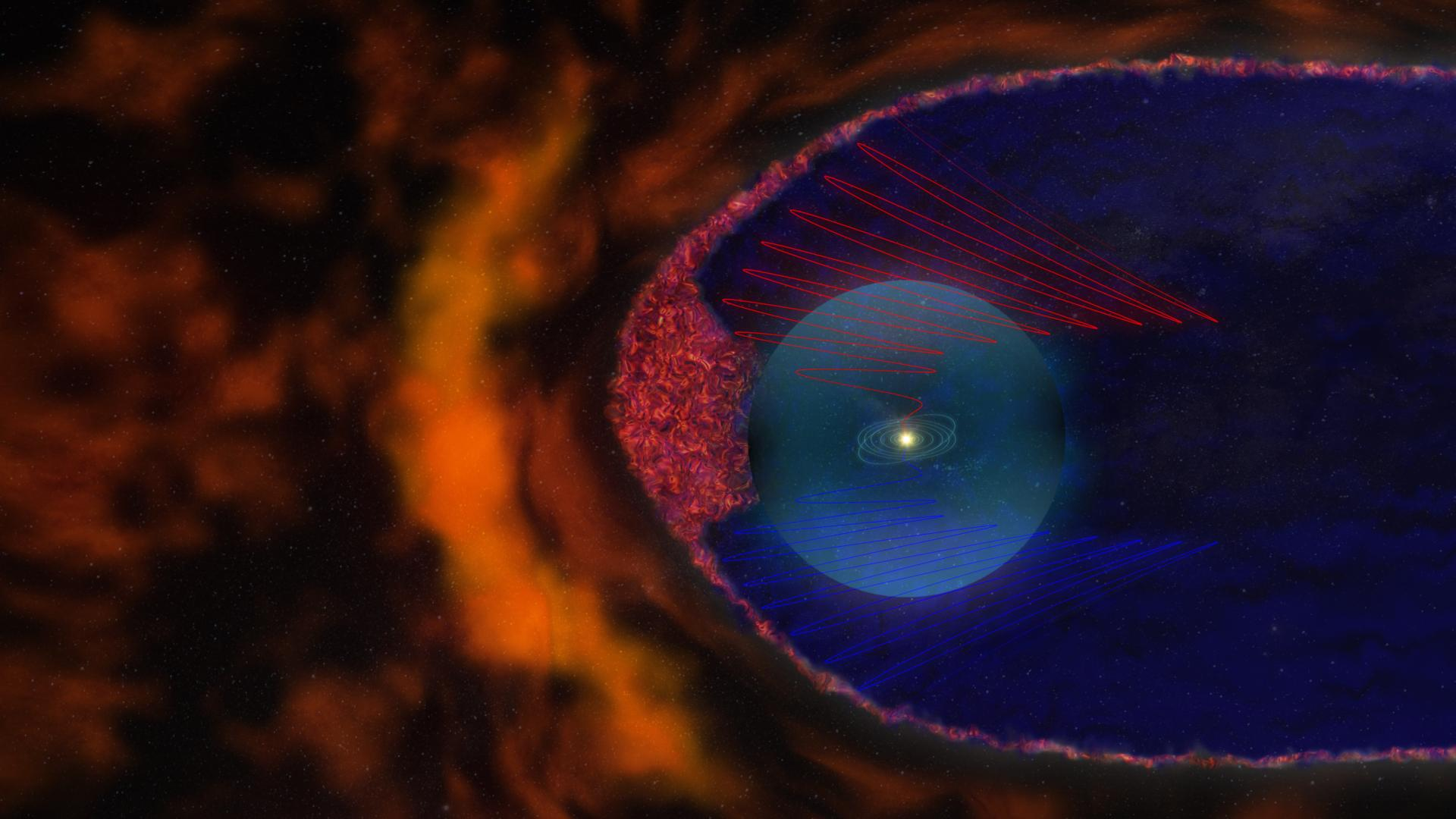